# Нью-Глазго
Нью-Глазго (англ. New Glasgow) — містечко в Канаді, у провінції Нова Шотландія, у складі графства Пікту.

## Населення
За даними перепису 2016 року, містечко нараховувало 9075 осіб, показавши скорочення на 5,1%, порівняно з 2011-м роком. Середня густина населення становила 911,6 осіб/км².
З офіційних мов обидвома одночасно володіли 530 жителів, тільки англійською — 8 230, а 15 — жодною з них. Усього 230 осіб вважали рідною мовою не одну з офіційних, з них 5 — одну з корінних мов.
Працездатне населення становило 56,3% усього населення, рівень безробіття — 11,1% (14,5% серед чоловіків та 7,9% серед жінок). 90,4% осіб були найманими працівниками, а 6,9% — самозайнятими.
Середній дохід на особу становив $45 328 (медіана $29 783), при цьому для чоловіків — $59 752, а для жінок $33 297 (медіани — $36 517 та $25 195 відповідно).
27,5% мешканців мали закінчену шкільну освіту, не мали закінченої шкільної освіти — 20,2%, 52,3% мали післяшкільну освіту, з яких 38,2% мали диплом бакалавра, або вищий, 35 осіб мали вчений ступінь.
| Статево-вікова структура населення | Статево-вікова структура населення | Статево-вікова структура населення | Статево-вікова структура населення | Статево-вікова структура населення |
| ---------------------------------- | ---------------------------------- | ---------------------------------- | ---------------------------------- | ---------------------------------- |
|                                    |                                    |                                    |                                    |                                    |
| Всього                             | Всього                             | 46,0%54,0%                         |                                    |                                    |
| 0 — 14 років                       | 0 — 14 років                       |                                    | 14,5%                              | 14,5%                              |
| 15 — 64 років                      | 15 — 64 років                      |                                    | 61,4%                              | 61,4%                              |
| 65 і більше                        | 65 і більше                        |                                    | 24,1%                              | 24,1%                              |
| 85 і більше                        | 85 і більше                        |                                    | 4,2%                               | 4,2%                               |
| 100 і більше                       | 100 і більше                       |                                    | 0,1%                               | 0,1%                               |
| Середній вік (років)               | Середній вік (років)               | 43,447,2                           | 45,4                               | 45,4                               |
| Медіана (років)                    | Медіана (років)                    | 45,549,9                           | 47,8                               | 47,8                               |
| — чоловіки — жінки                 |                                    |                                    |                                    |                                    |

| Походження мешканців:     | Походження мешканців:     | Походження мешканців: | Походження мешканців: | Походження мешканців: |
| ------------------------- | ------------------------- | --------------------- | --------------------- | --------------------- |
| Походження                |                           |                       | осіб                  | %                     |
| Корінні американці        | Корінні американці        |                       | 320                   | 3.65%                 |
| Інше північноамериканське | Інше північноамериканське |                       | 3 715                 | 42.34%                |
| Європейське               | Європейське               |                       | 6 430                 | 73.28%                |
| британське                | британське                |                       | 5 790                 | 65.98%                |
| французьке                | французьке                |                       | 1 230                 | 14.02%                |
| українське                | українське                |                       | 55                    | 0.63%                 |
| Латинськоамериканське     | Латинськоамериканське     |                       | 20                    | 0.23%                 |
| Карибське                 | Карибське                 |                       | 80                    | 0.91%                 |
| Африканське               | Африканське               |                       | 320                   | 3.65%                 |
| Азійське                  | Азійське                  |                       | 320                   | 3.65%                 |
| Океанійське               | Океанійське               |                       | 15                    | 0.17%                 |

| Зайнятість населення за галузями (за класифікацією NOC): | Зайнятість населення за галузями (за класифікацією NOC): | Зайнятість населення за галузями (за класифікацією NOC): | Зайнятість населення за галузями (за класифікацією NOC): | Зайнятість населення за галузями (за класифікацією NOC): |
| -------------------------------------------------------- | -------------------------------------------------------- | -------------------------------------------------------- | -------------------------------------------------------- | -------------------------------------------------------- |
|                                                          |                                                          |                                                          |                                                          |                                                          |
| Управління                                               | Управління                                               |                                                          | 12,6%                                                    | 12,6%                                                    |
| Бізнес, фінанси та адміністрування                       | Бізнес, фінанси та адміністрування                       |                                                          | 14,6%                                                    | 14,6%                                                    |
| Природничі та прикладні науки                            | Природничі та прикладні науки                            |                                                          | 3,7%                                                     | 3,7%                                                     |
| Охорона здоров'я                                         | Охорона здоров'я                                         |                                                          | 9,8%                                                     | 9,8%                                                     |
| Освіта, правозахист, муніципальні та урядові служби      | Освіта, правозахист, муніципальні та урядові служби      |                                                          | 12,7%                                                    | 12,7%                                                    |
| Мистецтво, культура, відпочинок та спорт                 | Мистецтво, культура, відпочинок та спорт                 |                                                          | 3,3%                                                     | 3,3%                                                     |
| Роздрібна торгівля та послуги                            | Роздрібна торгівля та послуги                            |                                                          | 27,7%                                                    | 27,7%                                                    |
| Гуртова торгівля, транспорт та обладнання                | Гуртова торгівля, транспорт та обладнання                |                                                          | 11%                                                      | 11%                                                      |
| Природні ресурси, сільське господарство                  | Природні ресурси, сільське господарство                  |                                                          | 1,1%                                                     | 1,1%                                                     |
| Виробництво                                              | Виробництво                                              |                                                          | 3,4%                                                     | 3,4%                                                     |

## Клімат
Середня річна температура становить 6,3°C, середня максимальна – 22,1°C, а середня мінімальна – -11,8°C. Середня річна кількість опадів – 1 275 мм.
| Клімат поселення                              | Клімат поселення | Клімат поселення | Клімат поселення | Клімат поселення | Клімат поселення | Клімат поселення | Клімат поселення | Клімат поселення | Клімат поселення | Клімат поселення | Клімат поселення | Клімат поселення | Клімат поселення |
| Показник                                      | Січ.             | Лют.             | Бер.             | Квіт.            | Трав.            | Черв.            | Лип.             | Серп.            | Вер.             | Жовт.            | Лист.            | Груд.            |                  |
| Середній максимум, °C                         | −0,95            | −1,12            | 3,07             | 8,94             | 14,74            | 20,00            | 22,03            | 22,06            | 18,10            | 12,69            | 7,54             | 1,32             |                  |
| Середня температура, °C                       | −6,3             | −6,45            | −2,25            | 3,61             | 9,40             | 14,68            | 18,50            | 18,53            | 14,57            | 9,17             | 4,02             | −2,22            |                  |
| Середній мінімум, °C                          | −11,63           | −11,78           | −7,6             | −1,74            | 4,05             | 9,34             | 14,98            | 15,01            | 11,05            | 5,65             | 0,48             | −5,74            |                  |
| Норма опадів, мм                              | 111              | 95               | 105              | 94               | 88               | 93               | 85               | 88               | 117              | 132              | 139              | 128              |                  |
| Середньомісячна швидкість вітру, м/с          | 6.10             | 5.77             | 5.68             | 5.30             | 4.95             | 4.56             | 4.29             | 4.24             | 4.80             | 5.58             | 6.09             | 6.53             |                  |
| Середньомісячна сонячна радіація, кДж/м²·день | 4830             | 8117             | 11883            | 14981            | 18127            | 20313            | 20059            | 17706            | 13351            | 8376             | 4814             | 3606             |                  |
| --------------------------------------------- | ---------------- | ---------------- | ---------------- | ---------------- | ---------------- | ---------------- | ---------------- | ---------------- | ---------------- | ---------------- | ---------------- | ---------------- | ---------------- |
| Джерело:                                      |                  |                  |                  |                  |                  |                  |                  |                  |                  |                  |                  |                  |                  |